# Wydział Dyrygentury, Kompozycji i Teorii Muzyki Akademii Muzycznej im. Stanisława Moniuszki w Gdańsku
Wydział Dyrygentury, Kompozycji i Teorii Muzyki Akademii Muzycznej im. Stanisława Moniuszki w Gdańsku – jeden z czterech wydziałów Akademii Muzycznej im. Stanisława Moniuszki w Gdańsku. Jego siedziba znajduje się przy ul. Łąkowej 1-2 w Gdańsku.

## Struktura[2]
- Katedra Dyrygentury Symfoniczno-Operowej
- Katedra Kompozycji
- Katedra Teorii Muzyki i Komunikacji Medialnej

## Kierunki studiów
- dyrygentura
- kompozycja i teoria muzyki[3]

## Władze[2][4]
Dziekan: dr Sylwia Janiak-Kobylińska

Prodziekan: mgr Kamil Cieślik